# 厚皮香穴粉蝨
厚皮香穴粉蝨（学名：Aleurolobus taonabae）为粉蝨科穴粉蝨屬下的一个种。